# Марселињо Кариока
Марселињо Кариока (1. фебруар 1971) бивши је бразилски фудбалер.

## Каријера
Током каријере играо је за Фламенго, Коринтијанс Паулиста, Сантос, Васко да Гама, Санто Андре и многе друге клубове.

## Репрезентација
За репрезентацију Бразила дебитовао је 1998. године. За национални тим одиграо је 3 утакмице и постигао 2 гола.

## Статистика
| Бразил | Бразил | Бразил |
| Год.   | Ута.   | Гол.   |
| ------ | ------ | ------ |
| 1998   | 2      | 2      |
| 1999   | 0      | 0      |
| 2000   | 0      | 0      |
| 2001   | 1      | 0      |
| Укупно | 3      | 2      |